# Ешенберзька обсерваторія
Ешенберзька обсерваторія (нім. Sternwarte Eschenberg) — обсерваторія у місті Вінтертур у Швейцарії. Вона була побудована в 1979 році Вінтертурським астрономічним товариством з дуже невеликим бюджетом у віддаленому від міських вогнів місці на галявині в лісі на пагорбі Ешенберг і значно розширена в наступні роки. Тепер заклад працює як громадська обсерваторія для популяризації астрономії, а також займається дослідженнями астероїдів та цифровою астрофотографією.

## Задачі
Ешенберзька обсерваторія пропонує астрономічні екскурсії для широкого загалу, для шкіл, клубів та сімейних груп, а також від 1998 року використовується в наукових цілях.
Маркус Гріссер, колишній директор обсерваторії, відправив до Центру малих планет близько 23000 високоточних вимірювань положень небесних тіл, понад дві третини з яких — положення навколоземних астероїдів. Такі вимірювання необхідні для точного визначення їхніх орбіт, а для потенційно небезпечних астероїдів допомагають оцінити потенційний ризик зіткнення з Землею. До кінця 2019 року обсерваторія зробила понад 15000 астрометричних спостережень астероїдів.
Гріссер також відкрив загалом 10 астероїдів головного поясу, які були названі, зокрема, на честь міста Вінтертур, рідного міста Гріссера Візенданген, та вінтертурської музикантки та керівниці оркестру Ганни Візер.

## Обладнання
З осені 2014 року Ешенберзька обсерваторія для своєї наукової роботи використовує високошвидкісний астрограф з великою ПЗЗ-камерою, з апертурою 60 см, f/3,8. Усі функції цього сучасного інструменту контролюються через бездротову мережу. На честь підприємців з Вінтертура Роберта та Рут Гойбергер, які зробили значний внесок у його фінансування через свій фонд, новий інструмент офіційно називається астрографом Гойбергерів (нім. Heuberger-Astrograf). Для публічного користування доступний 20-сантиметровий рефрактор, який за сприятливих атмосферних умов також дозволяє отримувати великі збільшення. А для астрофотографії, яка стала третім напрямом діяльності Ешенберзької обсерваторії, з липня 2017 року використовують особливо потужний рефлектор Річі — Кретьєна з дзеркалом 40 см, f/8,0 та сучасними ПЗЗ-камерами.
Конструкція обсерваторії з розсувним дахом замість купола дає змогу спостерігати небо неозброєним оком або за допомогою бінокля. Це дозволяє пояснити видимі сузір'я, окремі яскраві зорі та планети. Завдяки цій відкритій конструкції даху громадськість може на власні очі спостерігати рух супутників та падіння метеорів.

## У культурі
- Невеликий астероїд (96206) Ешенберг[de] розміром 5,6 км названий на честь обсерваторії. Ініціатором надання такої назви астероїду став німецький астроном Фраймут Бернґен з Єни, який назвав відкритий ним астероїд на честь астрономів з Вінтертура[2].